# Le Portel
Le Portel là một xã trong tỉnh Pas-de-Calais, vùng Hauts-de-France, Pháp.

## Địa lý
Le Portel là một thị xã du lịch, ngư nghiệp và công nghiệp nhẹ có cự ly khoảng 2 dặm (3,2 km) về phía tây nam của trung tâm Boulogne, tại giao lộ của các tuyến đường D236 và D119.

## Dân số
| 1962                                                              | 1968   | 1975   | 1982   | 1990   | 1999   | 2006   |
| ----------------------------------------------------------------- | ------ | ------ | ------ | ------ | ------ | ------ |
| 11,198                                                            | 11,379 | 11,112 | 10,984 | 10,615 | 10,720 | 10,253 |
| Số liệu điều tra dân số tính từ năm 1962, dân số chỉ tính một lần |        |        |        |        |        |        |